# Thaynara Henrique
Thaynara Henrique (Brasília, 1995) é uma escritora, dramaturga, atriz e musicista brasileira.
Entrou para o curso de Letras Francês pela Universidade de Brasília aos dezesseis anos. Em seguida, cursou o mestrado em Literatura, Cinema e Música ainda pela UnB, enquanto era atriz no grupo En classe et en scène. Foi co-fundadora do Instituto Cultural Imagine que visa o ensino de línguas aliado ao ensino de artes em Brasília. Atuou e compôs para a primeira montagem no Brasil da peça La mère trop tôt de Gustave Akakpo, assim como Le carrefour de Kossi Efoui. Também trabalhou como editora de arte da Revista XIX: artes e técnicas em transformação.
Estreou na literatura em 2014, aos dezoito anos, com a publicação de Qual seu maior medo? em Portugal e no Brasil. Após sua primeira novela, ganhou diversos prêmios escrevendo contos. Foi roteirista do curta-metragem Recado de Elevador, tendo como mentor José Eduardo Belmonte. Em 2019, estreou na dramaturgia com a peça Teatro do Aperreado, montada e apresentada na Universidade de Brasília e, a partir da peça, entrou para o doutorado em Literatura e Teatro.   
Em 2021, fundou o Instituto Immersion com sua própria metodologia e revolucionou o ensino de línguas à distância com estudantes por todo o Brasil e exterior. Em junho do mesmo ano foi finalista no concurso musical Cante com Orgulho promovido pela Warner Music Brasil, que faz parte da campanha Warner Pride 2021. Se apresentou como Uyara Kijani e teve como jurados PK, Lia Clark, Lara Silva, Elana Dara e Pocah.  

## Obras
- 2014 - Qual seu maior medo?[1] (Novela) - Chiado Editora Portugal e Brasil
- 2017 - Enquadramento limpo e corrente (Conto) - Prêmio em primeiro lugar de contista em Brasília do I Encontro Entre Telaas - DF
- 2017 - Previdência Divina[3] (Conto)- Prêmio Editora Malê para jovens escritores negros - RJ
- 2017 - Maio, mês de flores e prazeres [2](Conto) - Prêmio Editora Zouk para novas contistas da literatura brasileira - RS
- 2017 - Recado de Elevador [11](Roteiro de Curta-Metragem) - Publicação pela Universidade de Brasília na dissertação de mestrado - DF
- 2018 - O homem-moça[13] (Tradução) - Tradução do conto L'Homme-fille de Guy de Maupassant - DF
- 2019 - Teatro do Aperreado (Peça teatral) - Direção com Thaynara Henrique e Danilo de Sousa - DF
- 2019 - Brown Ice Eyes (Peça teatral) - DF